# هویتزر

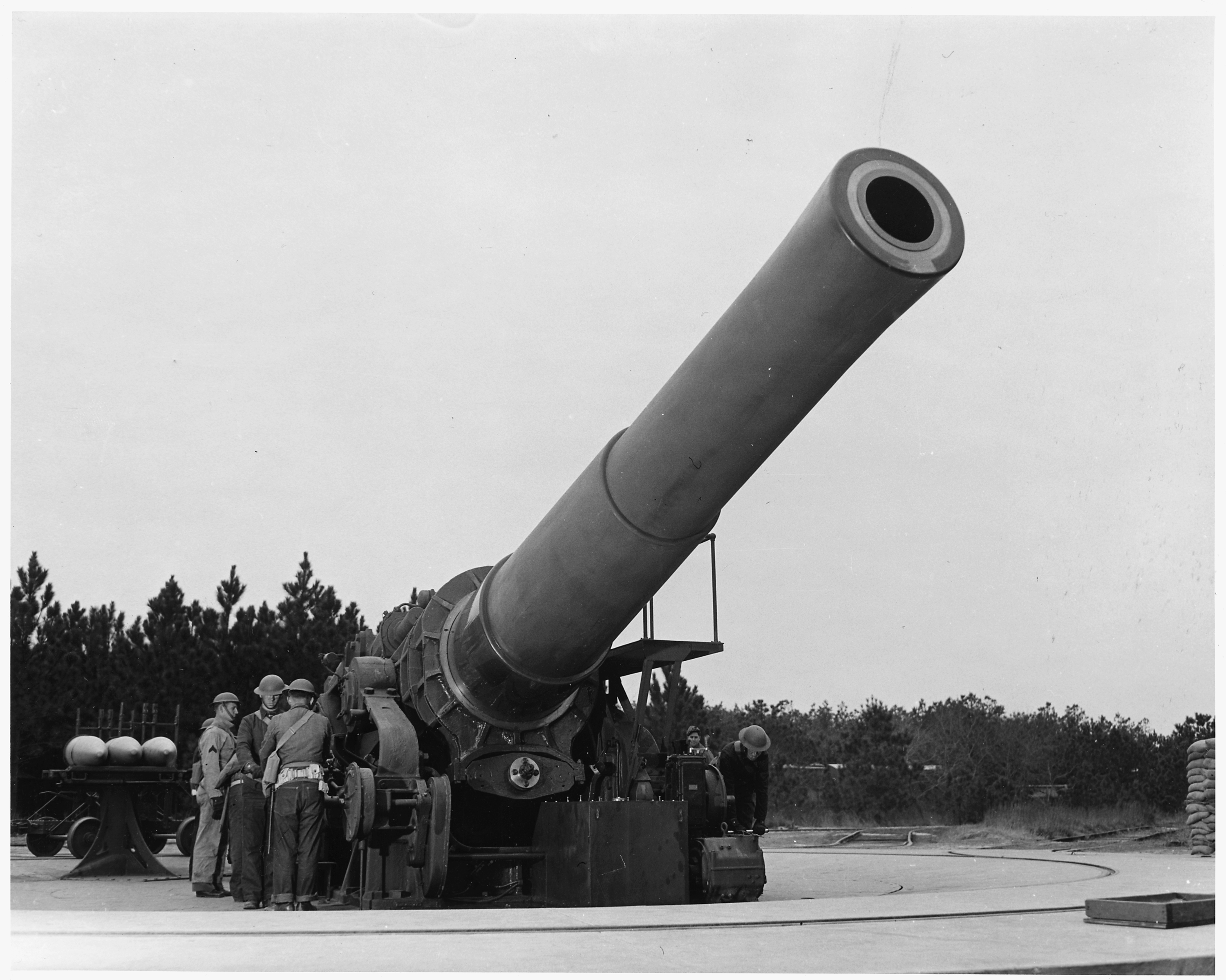
هویتزر ۴۰۶ م‌م جنگ جهانی دوم

هویتزر (انگلیسی: howitzer) یکی از ادوات توپخانه‌ای است که برخی از ویژگی‌های توپ جنگی و خمپاره را با یکدیگر ترکیب کرده‌است. هویتزرها معمولاً با لولهٔ نسبتاً کوتاه، شتاب متوسط گلوله، و قابلیت شلیک گلوله در خط سیر کمانی شناخته می‌شوند. طول لوله توپ‌های هویتزر معمولاً بین ۲۰ تا ۳۰ برابر کالیبر آن‌هاست، البته توپ‌هایی با نسبت طول به کالیبر بیش از ۳۰ را نیز در صورتی که توانایی شلیک با زاویه‌های مرتفع برای پوشش مسافت‌های متفاوت را داشته باشند می‌توان به عنوان هویتزر طبقه‌بندی کرد.
هویتزر یک سلاح نسبتاً بزرگ است. به دلیل عدم دقت سلاح، محموله آن باید سنگین باشد که معمولاً شامل استفاده از کالیبر سنگین است. بسیاری از هویتزرهای مورد استفاده در توپخانه‌های امروزی ۱۵۵ میلی‌متر و هویتزرهای میدانی سبک ۱۰۵ میلی‌متر هستند.
هویتزرهای اولیه در دژها ثابت بودند یا در ریل‌هایی که مخصوص آن ساخته شده بودند سوار می‌شدند. هویتزرهای امروزی بر روی خودروهای زرهی (توپخانه خودکششی) نصب می‌شوند که به آن‌ها ارتفاع شلیک بهتری می‌دهد. 

## تکنیک
در مقایسه با توپخانه، هویتزر دارای لوله نسبتاً کوتاه یا خان شلیک است که معمولاً ۵ تا ۱۵ برابر کالیبر است. هویتزرهای امروزی نسبتاً طولانی‌تر هستند، مانند کالیبر ۴۴ برای PzH 2000. به دلیل لوله کوتاه، سرعت دهانه آن‌ها کم است و در نتیجه یک مسیر بالستیک منحنی ایجاد می‌کند. این به تفنگ اجازه می‌دهد تا پرتابه‌ها را از فراز موانع پرتاب کند. هویتزرها می‌توانند از فواصل دور، در خطوط خودی یا مواضع پشت تپه‌ای که در پوشش قرار دارند، به سمت نیروهای دشمن شلیک کنند. 
یک عیب آن این است که جهت باد، سرعت باد و حتی چرخش زمین می‌تواند بر مدار تأثیر بگذارد و باعث می‌شود این نوع تفنگ بدون اصلاح سامانه کنترل آتش انحراف قابل توجهی داشته باشد. یکی دیگر از معایب این است که فرد اغلب دید مستقیمی از هدف ندارد، به طوری که باید به نشانه‌دهی‌ها و گراهای دیدبانان از راه دور تکیه کرد. در طول تاریخ، سربازان خودی بارها به این دلیل با آتش خودی روبه‌رو شده‌اند.
برخی از هویتزرهای مدرن می‌توانند طبق روش ام‌آراس‌ای (MRSI، چند گلوله، برخورد همزمان) شلیک کنند. در این حالت، چندین گلوله در مسیرهای مختلف به‌طور پیاپی به سمت یک هدف شلیک می‌شود و همه شلیک‌ها به‌طور همزمان به هدف اصابت می‌کنند. شلیک با شیب‌دارترین مسیر بیش از بقیه در راه خواهد بود و در ابتدا شلیک می‌شود. سپس در ادامه شلیک‌ها، سر لوله هر بار پایین‌تر گرفته می‌شود.
ام‌آراس‌ای تنها با سامانه‌های کنترل آتش پیشرفته و با سیستم‌های شارژ سریع قابل اعتماد امکان‌پذیر است.

## تاریخچه

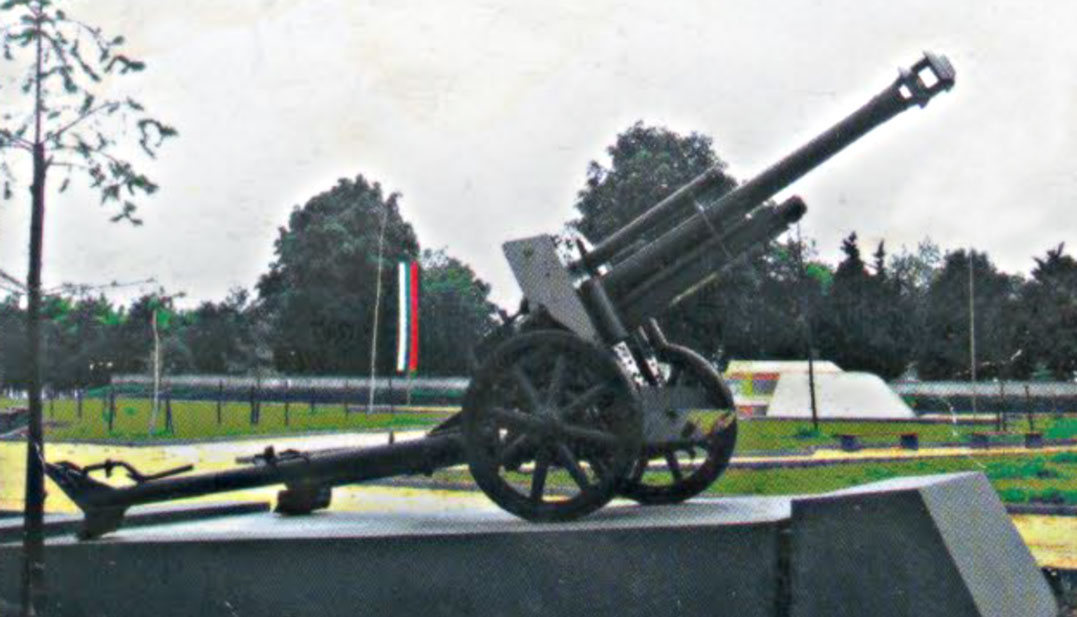
هویتزر ۱۰۵ م‌م آلمانی جنگ جهانی اول

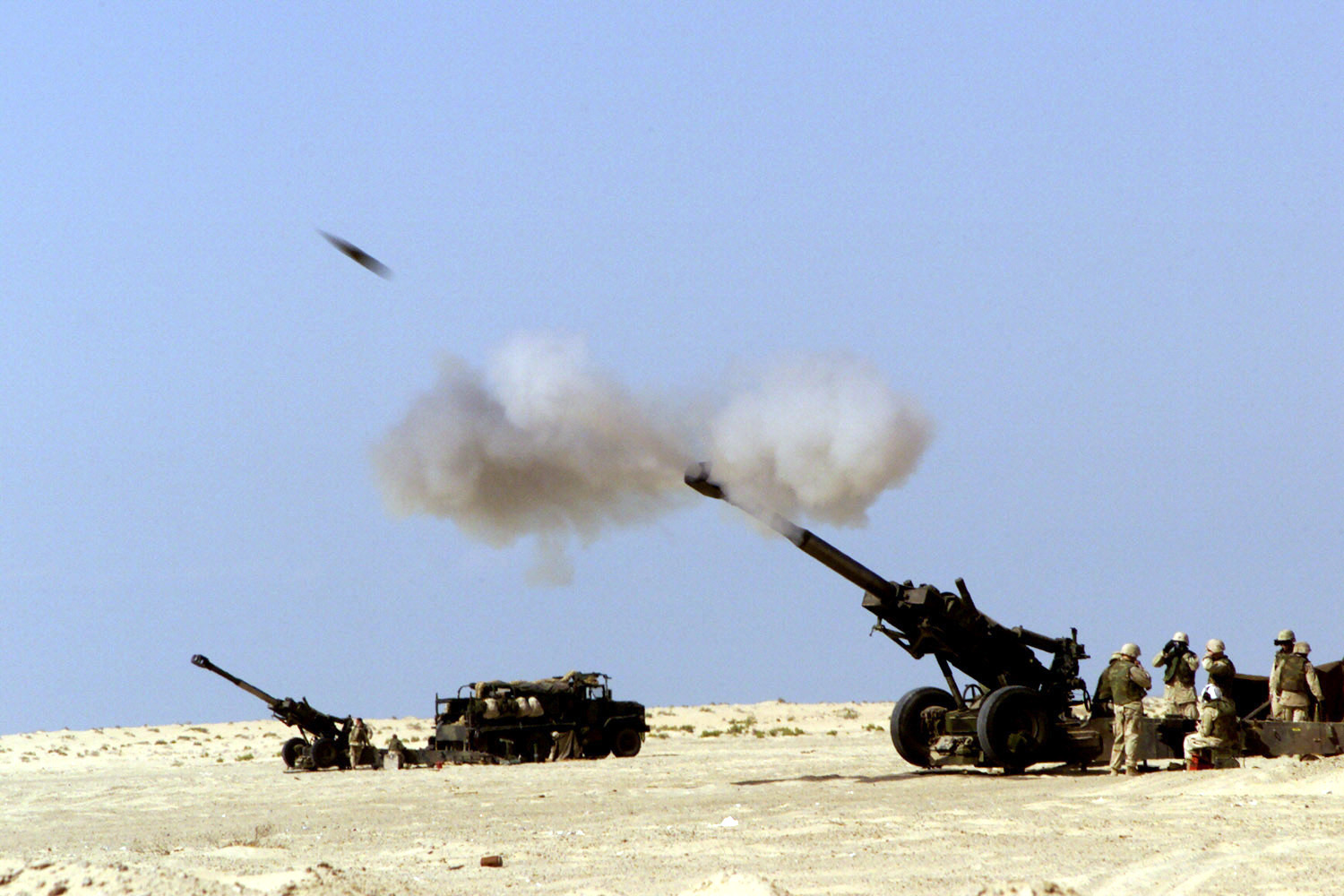
هویتزر آمریکایی ام۱۹۸ از نمونه‌های توپ هویتزرهای معاصر

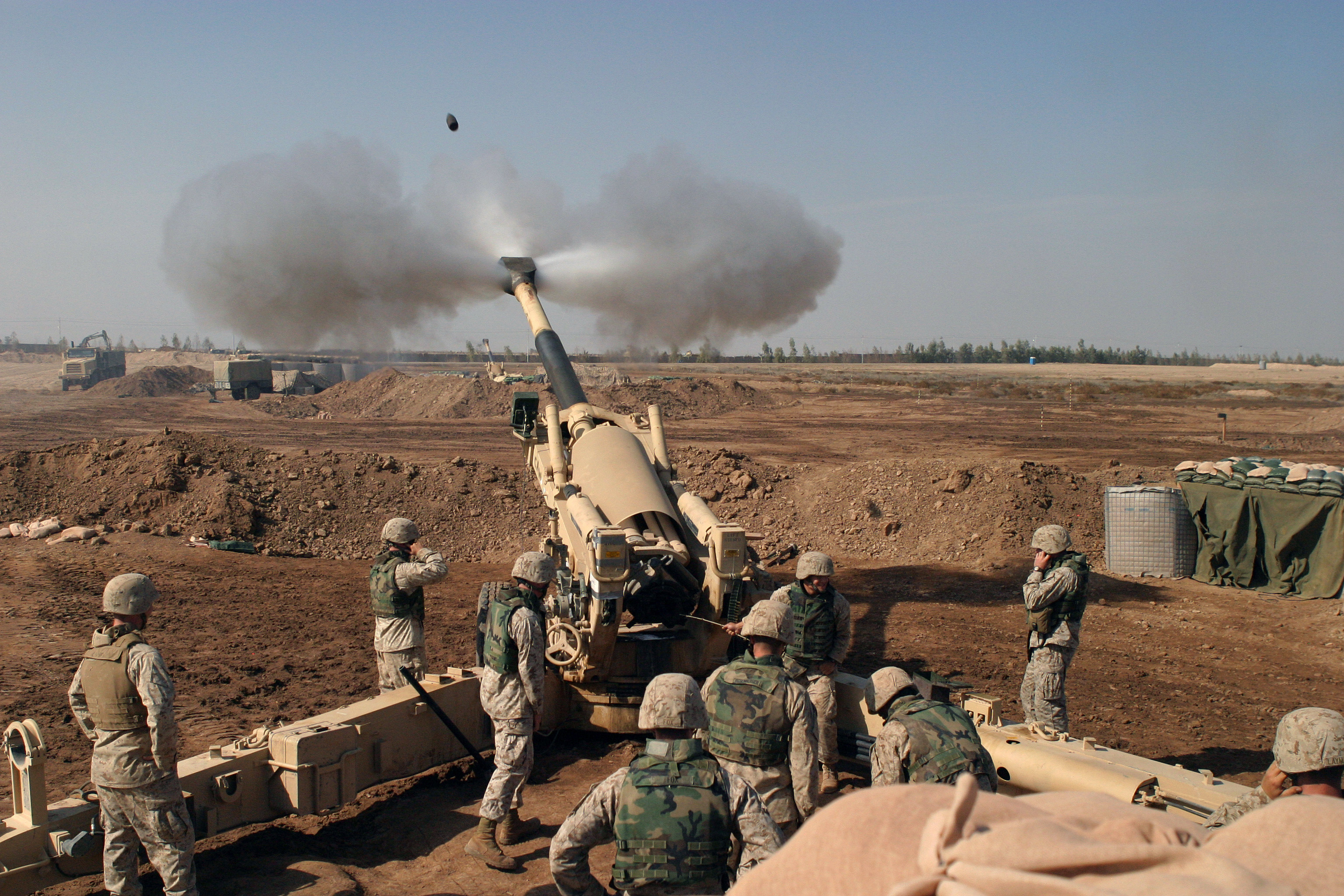
تعدادی از تفنگداران آمریکا در حال استفاده از هویتزر در نبرد دوم فلوجه

هویتزرها در اصل به عنوان ترکیبی از خمپاره‌اندازها و توپ‌ها ابداع شدند تا در شرایط محاصره دشمن و دیگر شرایطی که هم به کالیبر بزرگ خمپاره‌انداز و هم به تحرک‌پذیری بالای توپ نیاز است، کاربرد داشته باشند. نخستین نمونه‌های هویتزر احتمالاً در جنگ‌های هوسی در سده پانزدهم میلادی در بوهم و موراویا اختراع شده و در میانه‌های سده هفدهم میلادی در اروپا تکامل یافت.
واژه «هویتزر» (Howitzer) واژه‌ای انگلیسی است که از واژهٔ هلندی houwitser اقتباس شده که خود برگرفته از واژه آلمانی haubitze، به معنی سلاح محاصره‌ای شبیه به منجنیق، است.
در سدهٔ هجدهم علم توپ‌ریزی پیشرفت سریعی داشت که بیشتر در نتیجهٔ ابتکارات و اصلاحات گریبوال (Gribeauval) ژنرال فرانسوی بود و هویتزرهایی با کالیبرهای متفاوت هم از برنز و هم از آهن ساخته شدند. ارتش‌های مختلف اروپایی از جمله بریتانیا، هلند، فرانسه و پروس در این دوران از انواع مختلف هویتزرها استفاده می‌کردند. در عملیات‌های محاصره‌ای توپ‌های کلاسیک سنگین قادر بودند تا شکاف‌هایی در استحکامات دشمن پدیدآورند و خمپاره‌اندازهای سنگین ثابت هم می‌توانستند مواد منفجره را از فراز دژ به مرکز شهرها و قلعه‌ها پرتاب کنند اما هویتزرها انعطاف‌پذیری بیشتری داشته و در هنگام حمله پیاده‌نظام آتش حمایتی را برای آن‌ها فراهم آورند چراکه می‌شد آن‌ها را به سرعت مستقر کرده و هم‌زمان با پیشروی قوای مهاجم حرکت داد و گلوله‌های آن را از فراز سر نیروهای خودی به شکلی ایمن به سوی دشمن شلیک کرد. هویتزرها همچنین تا زمان اختراع تیربار به عنوان سلاحی مناسب برای شلیک به سوی صفوف متراکم دشمن شناخته می‌شد.
جنگ جهانی اول شاهد هویتزرهایی غول‌آسا و دوربرد بود. «برتای بزرگ» (Dicke Bertha) ساخت شرکتِ آلمانیِ کروپ هویتزر متحرکی بود که گلوله‌هایی با کالیبر ۴۳۲ میلی‌متری و وزن یک تنی را در مسافت ۱۴٫۵ کیلومتر شلیک می‌کرد و آلمان‌ها با آن به سرعت قلعه‌های فولادین مدافع شهر لیژ بلژیک را که تا آن زمان غیرقابل تسخیر به نظر می‌رسید، فتح کردند. بریتانیایی‌ها هم اتکای زیادی به هویتزرهای سنگین ۳۰۵ م‌م خود داشتند که گاهی بر خط آهن نصب می‌شد. اما هویتزرهای صحرایی ۱۵۲ م‌م انعطاف‌پذیرتر بوده و در جبهه غرب از آن‌ها برای آتش توپخانه‌ای پیش از حمله استفاده می‌شد. از سال ۱۹۱۸ به این سو هم پیشرفت هویتزرها بیشتر بر اساس ترکیب توپ و هویتزر بوده‌است. هویتزرهای امروزی توان شلیک گلوله‌های بزرگی را با شتاب بالا در مسیرهای کمانی دارند و گرایش بیشتر به سوی تولید آن‌ها به صورت خودکششی یا نصب شده بر روی ماشین‌های باری است.